# Пламя любви (фильм, 1947)
«Пламя любви» (яп. 情炎, дзёэн; англ. Passion ﬁre) — чёрно-белый фильм-драма режиссёра Минору Сибуя, вышедший на экраны в 1947 году. 

## Сюжет
Вернувшись из армии, Коскэ Нономура почувствовал, что утратил любовь к своей жене Хироко. Коскэ собирается последовать совету родителей — развестись с Хироко. Ничего не подозревающую Хироко он отвозит на её родину. В дороге Хироко находит в вещах мужа заявление о разводе. Хироко поражена и опечалена. Коскэ заболевает, и ему приходится прервать своё путешествие. Хироко ухаживает за ним, хотя чувствует, что её положение двусмысленно. С другой стороны, Коскэ тронут тем, как самоотверженно ухаживает за ним Хироко. Но Хироко уже приняла решение — на следующее утро она одна возвращается на свою родину. Теперь Коскэ понимает, что не может жить без Хироко. Он едет к Хироко, просит у неё прощения за себя и своих родственников. Хироко сначала отворачивается от него, но потом возвращается к мужу, найдя новый смысл в супружеской жизни.

## В ролях
- Сюдзи Сано — Коскэ Нономура
- Мицуко Мито — Хироко
- Эйдзиро Тоно — отец
- Тоёко Такахаси — мать
- Итиро Симидзу — Такэкоси
- Такаси Канда — профессор университета
- Фумико Окамура — госпожа
- Эйтаро Одзава — Сакудзо Самэдзу
- Тиэко Мурата — его жена
- Тайдзи Тонояма — Ивасаки
- Ёсито Ямадзи — доктор
- Тисю Рю — дедушка Хироко
- Синъити Химори — отец Хироко
- Харуко Сугимура — мать Хироко
- Миэко Такаминэ — Кунико Асами
- Юрико Акаси — Сидзуэ

## Премьеры
- — национальная премьера фильма состоялась 29 апреля 1947 года в Токио[1].

## Награды и номинации
Премия журнала «Кинэма Дзюмпо» (1948)
- Номинировался на премию за лучший фильм 1947 года, однако по результатам голосования занял лишь 20-е место.